# Larroque (Tarn)
Larroque (en occitan La Ròca) est une commune française située dans le nord-ouest du département du Tarn, en région Occitanie. Sur le plan historique et culturel, la commune est dans le Gaillacois, un pays qui doit sa notoriété à la qualité de ses vins.
Exposée à un climat océanique altéré, elle est drainée par la Vère, le ruisseau du Gouyré et par divers autres petits cours d'eau. La commune possède un patrimoine naturel remarquable : trois sites Natura 2000 (la « forêt de la Grésigne », les « gorges de l'Aveyron, causses proches et vallée de la Vère » et la « forêt de Grésigne et environs ») et trois zones naturelles d'intérêt écologique, faunistique et floristique.
Larroque est une commune rurale qui compte 161 habitants en 2022, après avoir connu un pic de population de 776 habitants en 1846.  Ses habitants sont appelés les Roucanels ou  Roucanelles.

Chapelle

## Géographie

### Localisation
Larroque est situé à 27 km au sud-est de Montauban la plus grande ville des environs. La commune est limitrophe du département de Tarn-et-Garonne.

### Communes limitrophes
Les communes limitrophes sont  Bruniquel, Castelnau-de-Montmiral, Penne, Puycelsi et Puygaillard-de-Quercy.
|                                         | Bruniquel (Tarn-et-Garonne) | Penne                  |
| Puygaillard-de-Quercy (Tarn-et-Garonne) | Larroque                    | Castelnau-de-Montmiral |
|                                         | Puycelsi                    |                        |

### Hameaux et lieux-dits
Deux hameaux, Les Abriols et Mespel, font partie de la commune.

### Géologie et relief
La superficie de la commune est de 1 797 hectares ; son altitude varie de 115  à   462 mètres.

### Voies de communication et transports
Accès avec l'ancienne route nationale 664 la (D 964).

### Hydrographie
La commune est dans le bassin de la Garonne, au sein du bassin hydrographique Adour-Garonne. Elle est drainée par la Vère (affluent de l'Aveyron)|Vère, le ruisseau du Gouyre, l'Audoulou, le ruisseau d'ayguepart, le ruisseau de Beudes, le ruisseau de Fontauzy, le ruisseau de la Salle, le ruisseau des Igues et par un petit cours d'eau, qui constituent un réseau hydrographique de 16 km de longueur totale,.
La Vère, d'une longueur totale de 53,2 km, prend sa source dans la commune du Le Garric et s'écoule d'ouest en est. Elle traverse la commune et se jette dans l'Aveyron à Bruniquel, après avoir traversé 15 communes.
Le ruisseau du Gouyré, d'une longueur totale de 10,9 km, prend sa source dans la commune de Puygaillard-de-Quercy et s'écoule du sud-est vers le nord-ouest puis vers le nord. Il traverse la commune et se jette dans l'Aveyron à Nègrepelisse, après avoir traversé 4 communes.

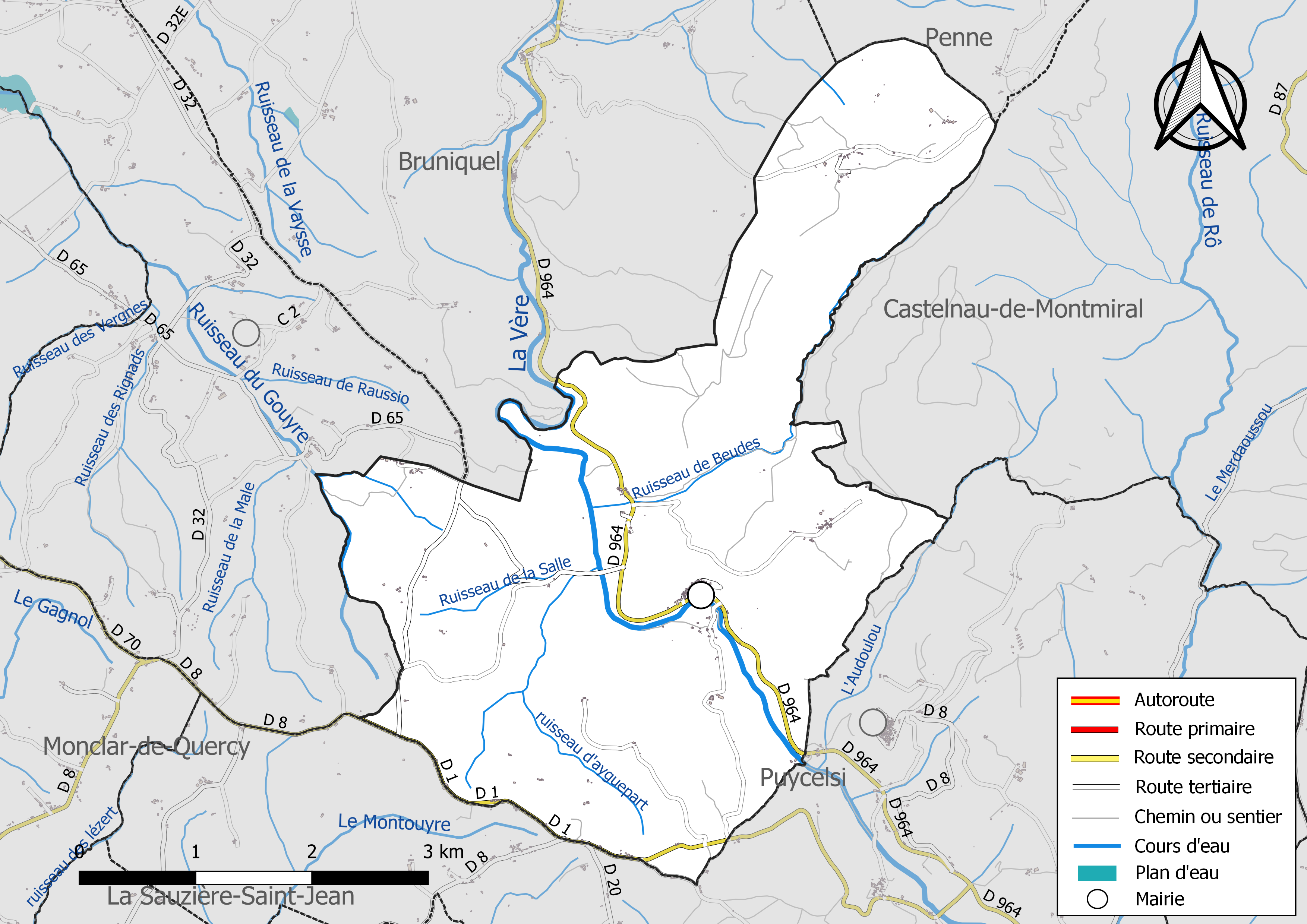
Réseaux hydrographique et routier de Larroque.

### Climat
Pour des articles plus généraux, voir Climat de l'Occitanie et Climat du Tarn.
En 2010, le climat de la commune est de type climat du Bassin du Sud-Ouest, selon une étude du Centre national de la recherche scientifique s'appuyant sur une série de données couvrant la période 1971-2000. En 2020, Météo-France publie une typologie des climats de la France métropolitaine dans laquelle la commune est exposée à un climat océanique altéré et est dans la région climatique Aquitaine, Gascogne, caractérisée par une pluviométrie abondante au printemps, modérée en automne, un faible ensoleillement au printemps, un été chaud (19,5 °C), des vents faibles, des brouillards fréquents en automne et en hiver et des orages fréquents en été (15 à 20 jours).
Pour la période 1971-2000, la température annuelle moyenne est de 13 °C, avec une amplitude thermique annuelle de 15,8 °C. Le cumul annuel moyen de précipitations est de 818 mm, avec 11,7 jours de précipitations en janvier et 5,8 jours en juillet. Pour la période 1991-2020, la température moyenne annuelle observée sur la station météorologique de Météo-France la plus proche, « Puycelsi », sur la commune de Puycelsi à 2 km à vol d'oiseau, est de 13,2 °C et le cumul annuel moyen de précipitations est de 740,4 mm. 
La température maximale relevée sur cette station est de 41,9 °C, atteinte le 24 août 2023 ; la température minimale est de −11,7 °C, atteinte le 8 février 2012,,.
Les paramètres climatiques de la commune ont été estimés pour le milieu du siècle (2041-2070) selon différents scénarios d'émission de gaz à effet de serre à partir des nouvelles projections climatiques de référence DRIAS-2020. Ils sont consultables sur un site dédié publié par Météo-France en novembre 2022.

### Milieux naturels et biodiversité

#### Réseau Natura 2000

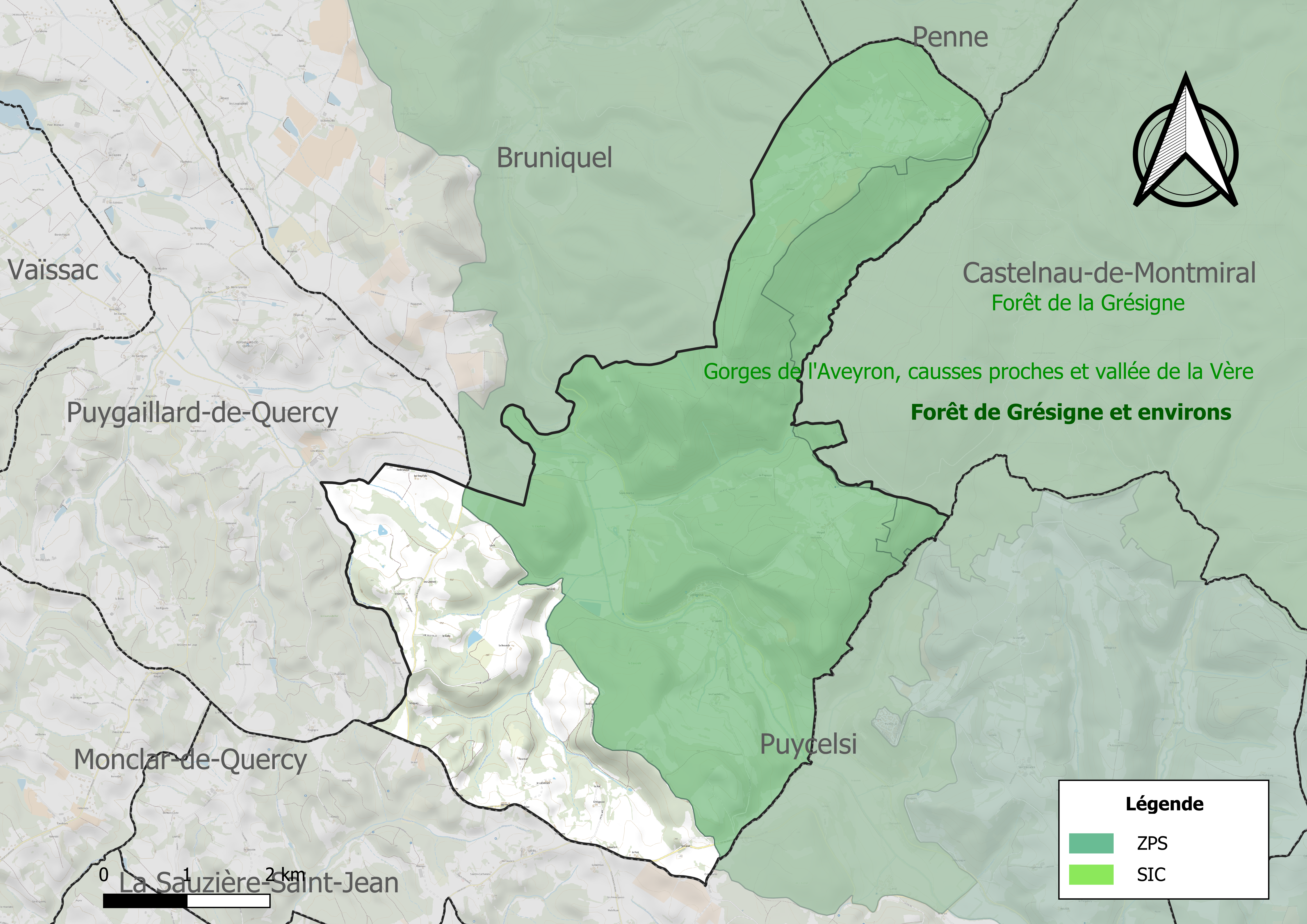
Sites Natura 2000 sur le territoire communal.

Le réseau Natura 2000 est un réseau écologique européen de sites naturels d'intérêt écologique élaboré à partir des directives habitats et oiseaux, constitué de zones spéciales de conservation (ZSC) et de zones de protection spéciale (ZPS).
Deux sites Natura 2000 ont été définis sur la commune au titre de la directive habitats :
- la « forêt de la Grésigne », d'une superficie de 3 604 ha, un site présentant une exceptionnelle richesse entomologique qui place cette forêt au troisième rang européen en nombre absolu de coléoptères (2 380 espèces recensées), derrière la forêt de Fontainebleau, et la réserve de Bialowecja[16] ;
- les « gorges de l'Aveyron, causses proches et vallée de la Vère », d'une superficie de 11 660 ha, un ensemble de plusieurs grands espaces et milieux, caractérisé par une grande vallée dominée par de grandes falaises, des pentes à pelouses sèches et des plateaux secs, quelques petites vallées encaissées et surtout de nombreuses cavités naturelles riches en chiroptères. De nombreuses pelouses sèches abritent de belles stations à orchidées[17] ;

et un au titre de la directive oiseaux : 
- la « forêt de Grésigne et environs », d'une superficie de 27 701 ha, un site où onze espèces de l'annexe 1 se reproduisent régulièrement sur le site, parmi lesquelles sept espèces de rapaces (dont le Faucon pèlerin et le Grand-duc d'Europe)[18].

#### Zones naturelles d'intérêt écologique, faunistique et floristique
L’inventaire des zones naturelles d'intérêt écologique, faunistique et floristique (ZNIEFF) a pour objectif de réaliser une couverture des zones les plus intéressantes sur le plan écologique, essentiellement dans la perspective d’améliorer la connaissance du patrimoine naturel national et de fournir aux différents décideurs un outil d’aide à la prise en compte de l’environnement dans l’aménagement du territoire.
Deux ZNIEFF de type 1 sont recensées sur la commune :
l'« ensemble de grottes des Barthasses » (179 ha), couvrant 2 communes dont une dans le Tarn et une dans le Tarn-et-Garonne, et 
la « forêt de Grésigne » (4 019 ha), couvrant 7 communes du département
et une ZNIEFF de type 2, : 
la « forêt de Grésigne et environs » (18 733 ha), couvrant 21 communes dont 17 dans le Tarn et quatre dans le Tarn-et-Garonne.

Carte des ZNIEFF de type 1 et 2 à Larroque.
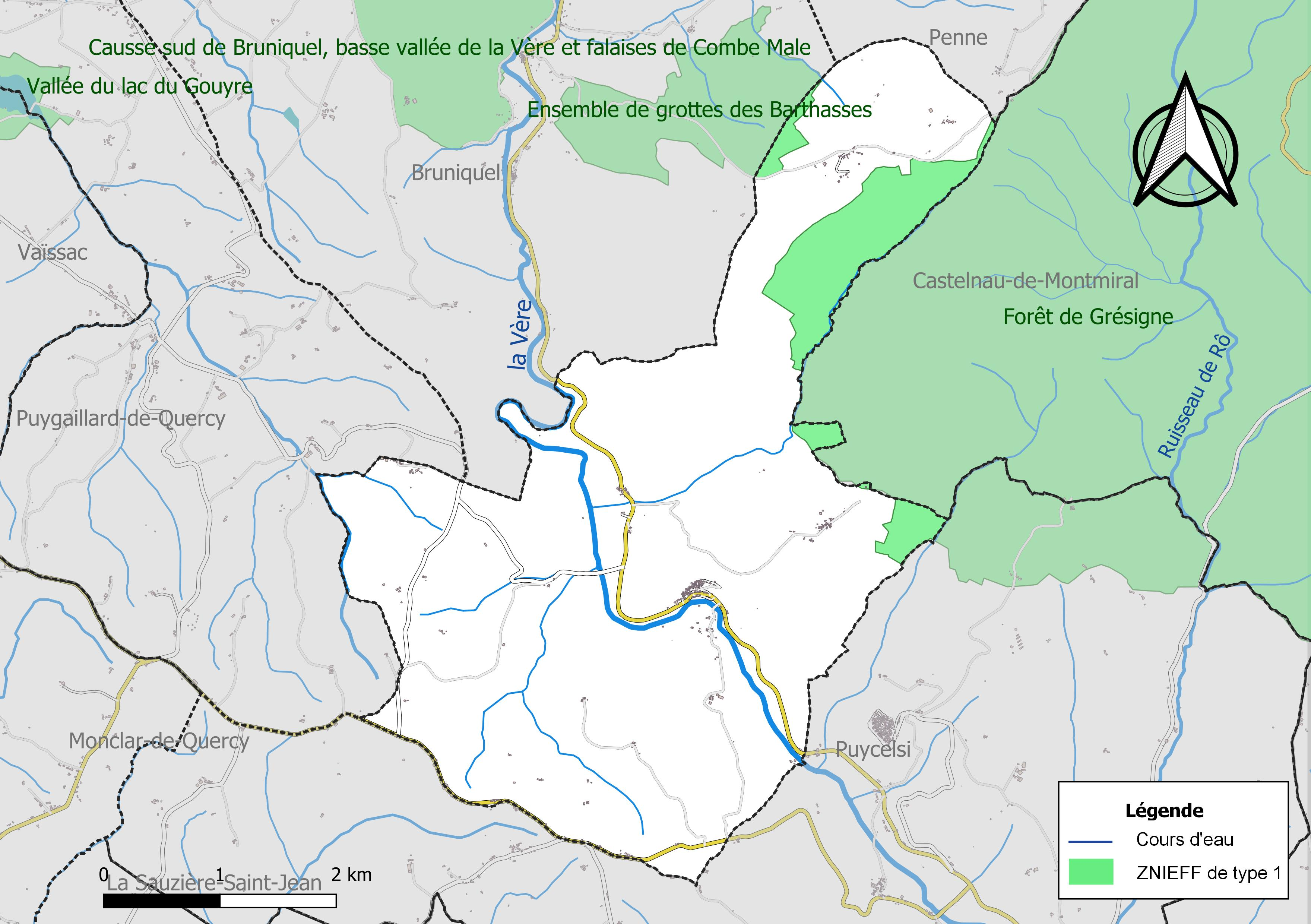
Carte des ZNIEFF de type 1 sur la commune.
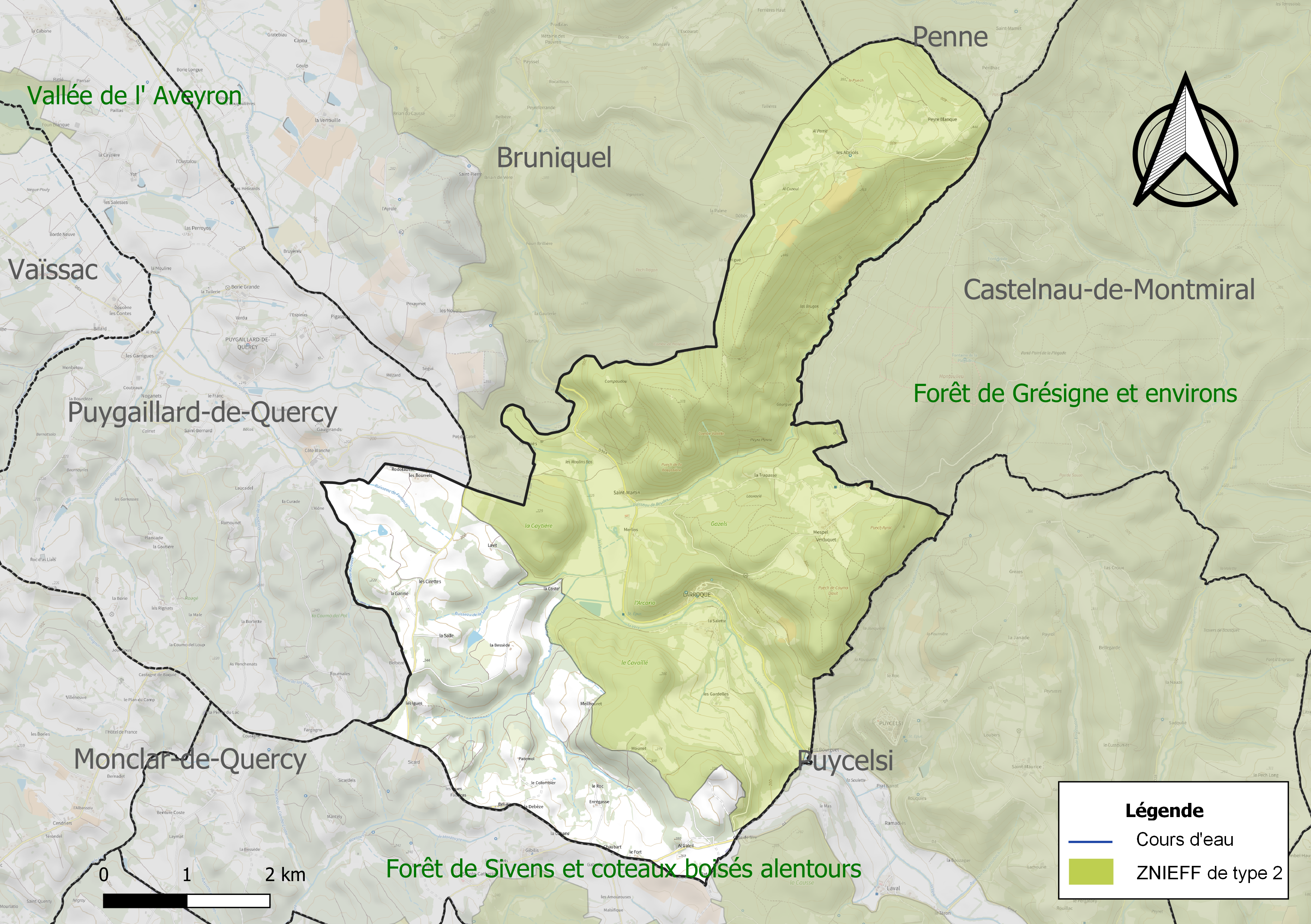
Carte de la ZNIEFF de type 2 sur la commune.

## Urbanisme

### Typologie
Au 1er janvier 2024, Larroque est catégorisée commune rurale à habitat très dispersé, selon la nouvelle grille communale de densité à sept niveaux définie par l'Insee en 2022.
Elle est située hors unité urbaine et hors attraction des villes,.

### Occupation des sols
L'occupation des sols de la commune, telle qu'elle ressort de la base de données européenne d’occupation biophysique des sols Corine Land Cover (CLC), est marquée par l'importance des forêts et milieux semi-naturels (66,9 % en 2018), en diminution par rapport à 1990 (68 %). La répartition détaillée en 2018 est la suivante : 
forêts (61,4 %), prairies (19,4 %), zones agricoles hétérogènes (10,8 %), milieux à végétation arbustive et/ou herbacée (5,5 %), terres arables (2,9 %). L'évolution de l’occupation des sols de la commune et de ses infrastructures peut être observée sur les différentes représentations cartographiques du territoire : la carte de Cassini (XVIIIe siècle), la carte d'état-major (1820-1866) et les cartes ou photos aériennes de l'IGN pour la période actuelle (1950 à aujourd'hui).

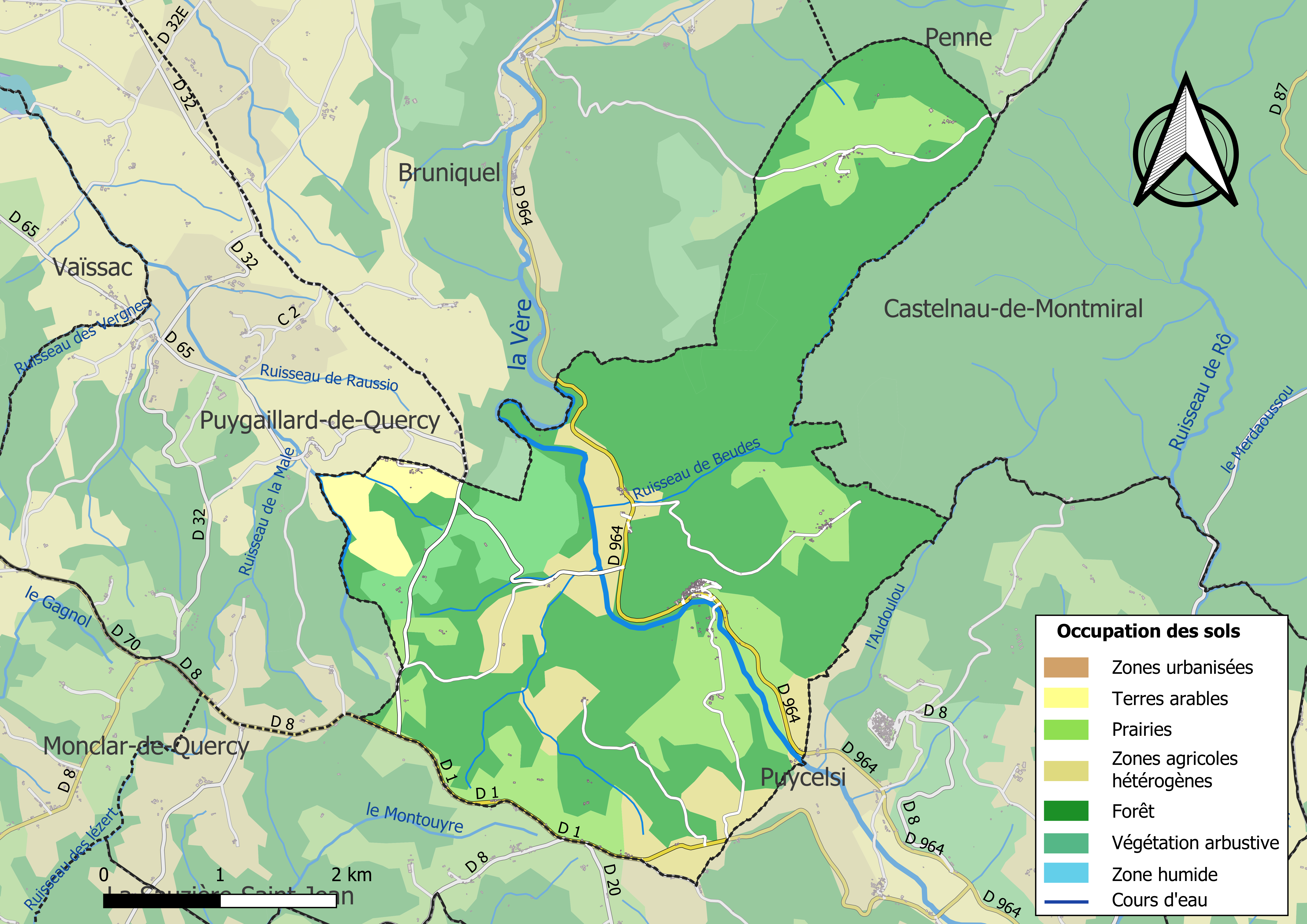
Carte des infrastructures et de l'occupation des sols de la commune en 2018 (CLC).

### Risques majeurs
Le territoire de la commune de Larroque est vulnérable à différents aléas naturels : météorologiques (tempête, orage, neige, grand froid, canicule ou sécheresse), inondations, feux de forêts, mouvements de terrains et séisme (sismicité très faible). Il est également exposé à un risque technologique,  le transport de matières dangereuses, et à un risque particulier : le risque de radon. Un site publié par le BRGM permet d'évaluer simplement et rapidement les risques d'un bien localisé soit par son adresse soit par le numéro de sa parcelle.

#### Risques naturels
Certaines parties du territoire communal sont susceptibles d’être affectées par le risque d’inondation par débordement de cours d'eau, notamment la Vère et le ruisseau du Gouyré. La cartographie des zones inondables en ex-Midi-Pyrénées réalisée dans le cadre du XIe Contrat de plan État-région, visant à informer les citoyens et les décideurs sur le risque d’inondation, est accessible sur le site de la DREAL Occitanie. La commune a été reconnue en état de catastrophe naturelle au titre des dommages causés par les inondations et coulées de boue survenues en 1982, 1992, 2003 et 2006,.
Larroque est exposée au risque de feu de forêt du fait de la présence sur son territoire. En 2022, il n'existe pas de Plan de Prévention des Risques incendie de forêt (PPRif). Le débroussaillement aux abords des maisons constitue l’une des meilleures protections pour les particuliers contre le feu,.

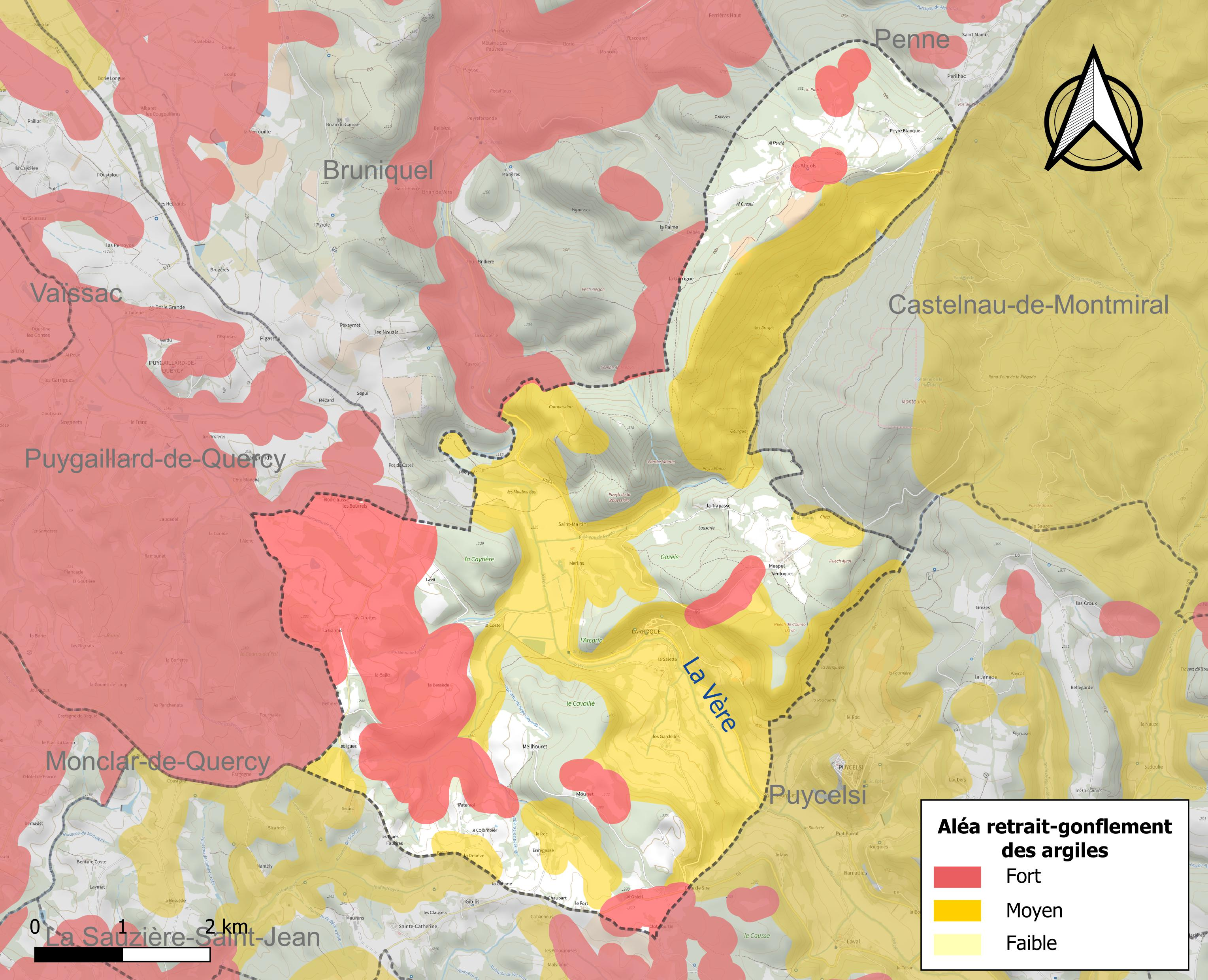
Carte des zones d'aléa retrait-gonflement des sols argileux de Larroque.

La commune est vulnérable au risque de mouvements de terrains constitué principalement du retrait-gonflement des sols argileux. Cet aléa est susceptible d'engendrer des dommages importants aux bâtiments en cas d’alternance de périodes de sécheresse et de pluie. 61,7 % de la superficie communale est en aléa moyen ou fort (76,3 % au niveau départemental et 48,5 % au niveau national). Sur les 162 bâtiments dénombrés sur la commune en 2019, 121 sont en aléa moyen ou fort, soit 75 %, à comparer aux 90 % au niveau départemental et 54 % au niveau national. Une cartographie de l'exposition du territoire national au retrait gonflement des sols argileux est disponible sur le site du BRGM,.
Par ailleurs, afin de mieux appréhender le risque d’affaissement de terrain, l'inventaire national des cavités souterraines permet de localiser celles situées sur la commune.

#### Risques technologiques
Le risque de transport de matières dangereuses sur la commune est lié à sa traversée par des infrastructures routières ou ferroviaires importantes ou la présence d'une canalisation de transport d'hydrocarbures. Un accident se produisant sur de telles infrastructures est susceptible d’avoir des effets graves sur les biens, les personnes ou l'environnement, selon la nature du matériau transporté. Des dispositions d’urbanisme peuvent être préconisées en conséquence.

#### Risque particulier
Dans plusieurs parties du territoire national, le radon, accumulé dans certains logements ou autres locaux, peut constituer une source significative d’exposition de la population aux rayonnements ionisants. Certaines communes du département sont concernées par le risque radon à un niveau plus ou moins élevé. Selon la classification de 2018, la commune de Larroque est classée en zone 3, à savoir zone à potentiel radon significatif.

## Toponymie
Le nom du village a changé à travers les temps. En 1793, le village s'appelait Laroque, puis en 1801 La Roque.

## Histoire
La commune est créée en 1791 par le regroupement des localités de Saint-Nazaire-de-Larroque, de Saint-Martin-d'Urbens et de Notre-Dame-de-Mespe détachées du territoire de Puycelsi.

## Politique et administration

### Rattachements administratifs et électoraux
Commune faisant partie de la communauté d'agglomération du Rabastinois - Tarn et Dadou - Vère Grésigne et Pays Salvagnacois et du canton de Vignobles et Bastides (avant le redécoupage départemental de 2014, Larroque faisait partie de l'ex-canton de Castelnau-de-Montmiral) et avant le 1er janvier 2017 de la communauté de communes de Vère Grésigne.

### Liste des maires
| Période                                  | Période | Identité       | Étiquette | Qualité |
| ---------------------------------------- | ------- | -------------- | --------- | ------- |
| mars 2001                                | 2008    | Bernard Audard |           |         |
| mars 2008                                |         | Bernard Audard |           |         |
| Les données manquantes sont à compléter. |         |                |           |         |

## Population et société

### Démographie
| 1793 | 1800 | 1806 | 1821 | 1831 | 1836 | 1841 | 1846 | 1851 |
| ---- | ---- | ---- | ---- | ---- | ---- | ---- | ---- | ---- |
| 563  | 560  | 621  | 700  | 733  | 758  | 756  | 776  | 742  |

| 1856 | 1861 | 1866 | 1872 | 1876 | 1881 | 1886 | 1891 | 1896 |
| ---- | ---- | ---- | ---- | ---- | ---- | ---- | ---- | ---- |
| 751  | 720  | 694  | 683  | 692  | 659  | 644  | 616  | 574  |

| 1901 | 1906 | 1911 | 1921 | 1926 | 1931 | 1936 | 1946 | 1954 |
| ---- | ---- | ---- | ---- | ---- | ---- | ---- | ---- | ---- |
| 516  | 509  | 457  | 378  | 341  | 306  | 299  | 265  | 229  |

| 1962 | 1968 | 1975 | 1982 | 1990 | 1999 | 2006 | 2007 | 2012 |
| ---- | ---- | ---- | ---- | ---- | ---- | ---- | ---- | ---- |
| 200  | 159  | 141  | 121  | 129  | 122  | 164  | 170  | 170  |

| 2017 | 2022 | - | - | - | - | - | - | - |
| ---- | ---- | - | - | - | - | - | - | - |
| 158  | 161  | - | - | - | - | - | - | - |

| selon la population municipale des années : | 1968 | 1975 | 1982 | 1990 | 1999 | 2006 | 2009 | 2013 |
| Rang de la commune dans le département      | 242  | 265  | 267  | 257  | 265  | 246  | 246  | 247  |
| Nombre de communes du département           | 326  | 324  | 324  | 324  | 324  | 323  | 323  | 323  |

Avec une densité de 9,7 habitants par km2, Larroque a connu une nette hausse de 42,6 % de sa population par rapport à 1999.

### Enseignement
Larroque fait partie de l'académie de Toulouse.

### Santé
Centre communal d'action sociale,

### Sports
Pétanque, chasse, cyclisme, circuits de randonnées,

### Culture et festivité
Fondation du patrimoine,

## Économie

### Revenus
En 2018, la commune compte 86 ménages fiscaux, regroupant 153 personnes. La médiane du revenu disponible par unité de consommation est de 18 430 € (20 400 € dans le département).

### Emploi
|                | 2008  | 2013  | 2018   |
| -------------- | ----- | ----- | ------ |
| Commune        | 9,3 % | 14 %  | 10,2 % |
| Département    | 8,2 % | 9,9 % | 10 %   |
| France entière | 8,3 % | 10 %  | 10 %   |

En 2018, la population âgée de 15 à 64 ans s'élève à 96 personnes, parmi lesquelles on compte 63,3 % d'actifs (53,1 % ayant un emploi et 10,2 % de chômeurs) et 36,7 % d'inactifs,. Depuis 2008, le taux de chômage communal (au sens du recensement) des 15-64 ans est supérieur à celui de la France et du département.
La commune est hors attraction des villes,. Elle compte 19 emplois en 2018, contre 21 en 2013 et 38 en 2008. Le nombre d'actifs ayant un emploi résidant dans la commune est de 53, soit un indicateur de concentration d'emploi de 36,8 % et un taux d'activité parmi les 15 ans ou plus de 45,1 %.
Sur ces 53 actifs de 15 ans ou plus ayant un emploi, 14 travaillent dans la commune, soit 26 % des habitants. Pour se rendre au travail, 85,2 % des habitants utilisent un véhicule personnel ou de fonction à quatre roues, 7,4 % les transports en commun, 1,9 % s'y rendent en deux-roues, à vélo ou à pied et 5,6 % n'ont pas besoin de transport (travail au domicile).

### Activités hors agriculture
14 établissements sont implantés  à Larroque au 31 décembre 2019.
Le secteur de l'administration publique, l'enseignement, la santé humaine et l'action sociale est prépondérant sur la commune puisqu'il représente 21,4 % du nombre total d'établissements de la commune (3 sur les 14 entreprises implantées  à Larroque), contre 15,5 % au niveau départemental.

### Agriculture
|               | 1988 | 2000 | 2010 | 2020 |
| ------------- | ---- | ---- | ---- | ---- |
| Exploitations | 12   | 4    | 6    | 6    |
| SAU (ha)      | 264  | 192  | 279  | 386  |

La commune est dans les Causses du Quercy, une petite région agricole relativement pauvre et aride accueilant des élevages de brebis et agneaux en plein air, située dans le nord-ouest du département du Tarn. En 2020, l'orientation technico-économique de l'agriculture  sur la commune est la polyculture et/ou le polyélevage. Six exploitations agricoles ayant leur siège dans la commune sont dénombrées lors du recensement agricole de 2020 (12 en 1988). La superficie agricole utilisée est de 386 ha,,.

## Culture locale et patrimoine

### Lieux et monuments
- Église Saint-Martin d'Urbens de Saint-Martin.
- Église Saint-Nazaire de Larroque.

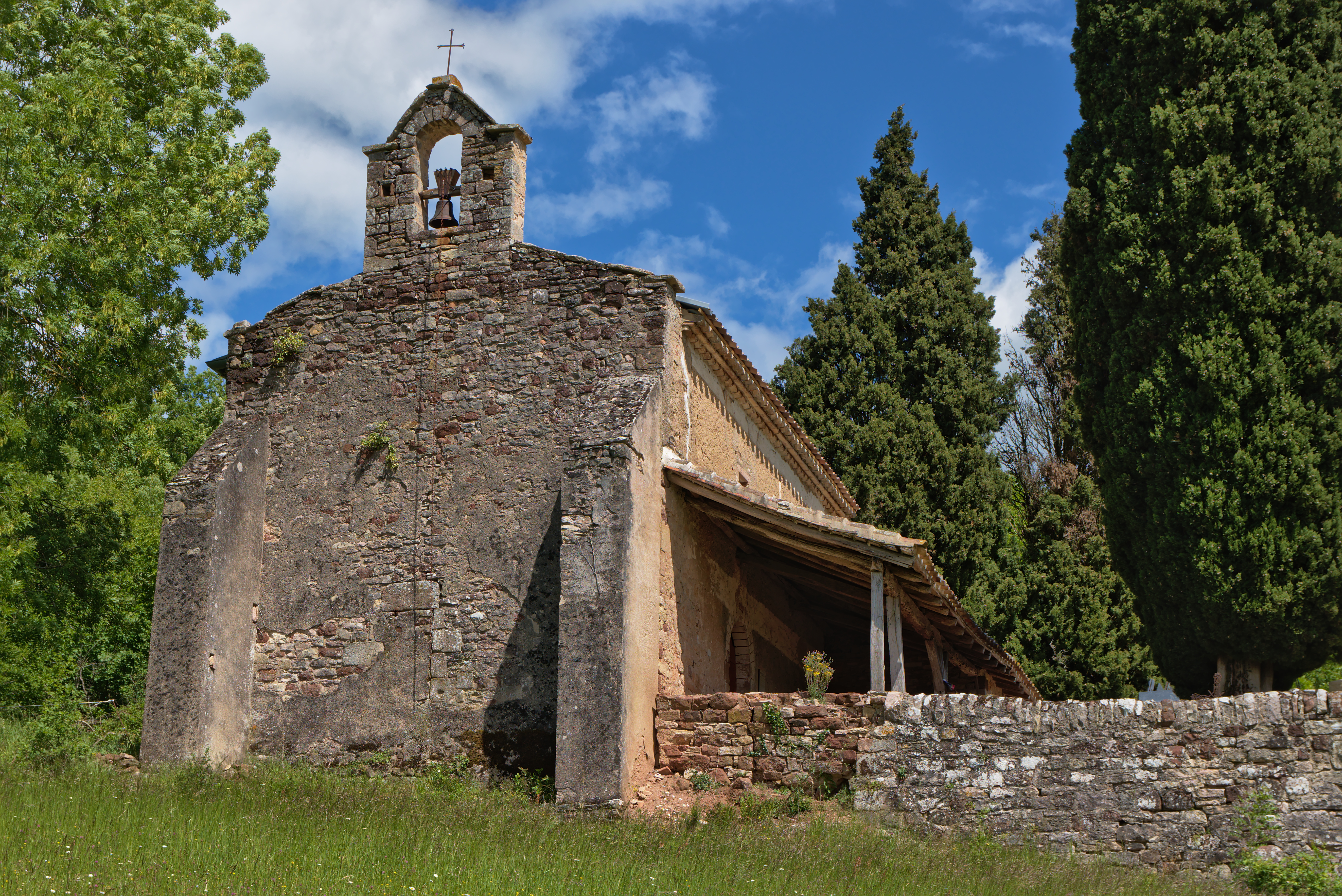
Chapelle Notre-Dame-des-Bois de Larroque.

- Chapelle Notre-Dame-des-Bois de Larroque.
- Forêt domaniale de Grésigne
- Château de la Vère.
- Château de Pont Bourguet
- Château de La Coste-Mailhac
- Chapelle de Mespel
- Dolmen de Mespel

### Personnalités liées à la commune
- Le peintre Xavier Krebs s'installe à Saint-Martin-d'Urbens en 1977 et y réside jusqu'à sa mort en 2013.

## Pour approfondir